# Hideaki Takizawa
Hideaki Takizawa  (滝沢秀明?, Takizawa Hideaki), pseudonimo di Hideaki Sashida (指田 秀明?, Sashida Hideaki), (Tokyo, 29 marzo 1982) è un cantante e attore giapponese, membro del duo J-pop Tackey & Tsubasa con cui ha pubblicato diversi singoli di successo.

## Biografia
Soprannominato Tackey o Takky dai fans, entra a far parte, a partire dall'età di 13 anni, della Johnny's Jr. e ne diviene ben presto il leader. Inizia la carriera come tarento partecipando a molti show e varietà televisivi e occasionalmente in qualità di ballerino a seguito dei KinKi Kids.
Nel 2002 ha debuttato nel mondo della musica come autore e interprete sotto l'etichetta Avex Trax, per la Johnny & Associates. Famoso per aver aiutato la pubblicazione dell'album d'esordio degli Arashi è altresì famoso per aver introdotto la "ero ero dance"; nel 2006 conduce il primo concerto da solo e nel 2009 esce il suo primo singolo da solista.
Dopo aver partecipato nel 1998 al mini-dorama ispirato a Boys Be presenta l'anno successivo PPOI! e in quell'occasione lancia, in qualità di suo senpai, un giovanissimo Yamapi.
Ha guadagnato fama come attore soprattutto per i ruoli interpretati in Majo no jōken (uno studente di liceo che s'innamora della propria insegnante) e Antique Cake Store, basato sul manga Antique Bakery e in cui ha il ruolo di co-protagonista (un giovane ex-pugile che decide di diventare pasticcere).
Nel 2002 è protagonista in Taiyō no kisetsu, dorama tratto da un romanzo di successo in cui ha il ruolo di un giovane caratterialmente "oscuro"; l'anno seguente in Boku dake no Madonna è nuovamente il personaggio principale assieme a Kyōko Hasegawa. Nel 2007 è un Romeo in versione moderna nel film per la TV Romeo and Juliet.
Nel 2009 è protagonista assieme al collega Ryō Nishikido al dorama Orthros no inu, la sua parte è quella di un giovane "cattivo" che ha però il potere di fare del bene. Torna nell'estate 2013 con il dorama di genere lavorativo Mayonaka no Panya-san.

## Discografia

### CD
- Ai Kakumei (07-01-2009)
- Sha la la / Mugen no Hane (06-05-2009)
- Hikari Hitotsu (23-09-2009), il tema musicale per il dorama "Orthros no Inu"

### Dvd
- 2004: Dream Boy
- 2006: Hideaki Takizawa in concerto, 2005
- 2007: Enbujou Takizawa
- 2008: One! La storia dei Tackey
- 2008: Enbujou '08 Takizawa
- 2010: Shinshun Takizawa
- 2010: Takizawa Tabuki
- 2011: Takizawa Kakumei

## Filmografia
- 1995: Mokuyou no Kaidan Kaiki Curabu ~ Shogakusei Hen
- 1995: Mokuyou no Kaidan Kaiki Curabu ~ Chuugakusei Hen
- 1995: The Chef
- 1996: Shin Mokuyou no Kaidan ~ Gakko no Nanafushigi Hen
- 1996: Dareka ga Dareka ni Koishiteru [Drama SP]
- 1997: Mokuyou no kaidan: Time keepers
- 1998: News no Onna
- 1998: Boys Be in qualità di presentatore
- 1998: Kokoro No Tobira
- 1999: PPOI! in qualità di voce narrante
- 1999: Majo no Jouken
- 1999: Genroku Ryoran
- 2000: Taiyou wa Shizumanai
- 2001: Antique Cake Store
- 2001: Strawberry on the Shortcake
- 2002: Taiyō no Kisetsu
- 2003: Boku dake no Madonna
- 2004: My Father's Ocean, My Sky (Chichi no umi, boku no sora)
- 2005-06: Yoshitsune
- 2006: Satomi Hakkenden
- 2007: Kimi ga Kureta Natsu
- 2007: Romeo and Juliet
- 2008: Yukinojo Henge
- 2008: Kokuchi Sezu
- 2009: Orthros no Inu
- 2012: Akutou
- 2013: Mayonaka no Panya San